# Lophoptera costata
Lophoptera squammigera là một loài bướm đêm trong họ Noctuidae.